# トランセカード

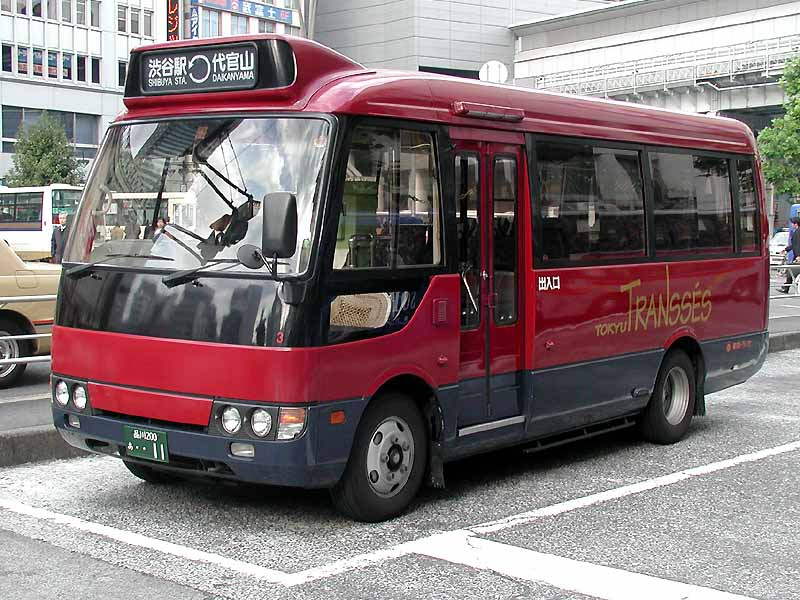
東急トランセ代官山循環線の運行開始時の専用車両（除籍済）

トランセカードとは、東急バスの子会社である東急トランセがかつて発行していた、代官山循環線専用のバスカードである。1998年7月28日の運行開始時から導入された。非接触ICチップを内蔵したICカードで、FeliCaを搭載した交通系ICカードとしては日本初のものである。
代官山循環線は、運行開始当初は担当運転士全員を女性で新規採用し、専用の女子制服も用意され、細やかなマイクアナウンスを行った。車両も専用カラーの車椅子用リフト付き小型バスを使用し、住宅街でのデマンドルート（2011年廃止）やフリー乗降区間を設定した。東急バスがワンランク上のバスサービスを目指した東急コーチに続き、1998年4月8日に発足した東急トランセの新しいバスサービスとしてさまざまな工夫が凝らされ、その一環としてICカードが導入されたものである。
代官山循環線へのPASMO導入に伴い、トランセカードは2007年8月23日に廃止。代替として磁気式のプリペイドカード「代官山循環線専用カード」が発売されたが、磁気カードも2015年3月30日をもって廃止され、紙式の回数券に置き換えられた。本項では磁気式の専用カードについても記載する。

## 概要
東急トランセ代官山循環線のバス車内と、運行を担当する東急バス下馬営業所でカードを販売していた。発売額は3,000円で、150円分のプレミアムを付加して3,150円分使用できた。デポジット（預り金）はない。チャージ（入金）して繰り返し使用できる。チャージはバス車内で可能で、1,000円、2,000円、3,000円の3種類があり、それぞれに5%のプレミアムが付加された。
PASMO・Suicaなどの交通系ICカードと同じサイズで、カードに切り欠きはない。非接触式のため、定期入れや財布・かばんの中に入れたままでも利用可能である。
利用方法は、運転席横に設置された運賃箱のICカードリーダー部分に、乗車時にカードをタッチする。運賃は全線均一で前払いのため、降車時の処理はない。
カードをタッチすると「ピッ」という音とともに料金と残額が表示される。エラー発生時には「ピッピッピッ」と3回音がする。12歳未満の小児が乗車する際、複数人での乗車の際は（当時はデート利用などを想定した複数人数乗車割引があり、2人目以降は大人100円となった）、運転手にその旨を告げてからタッチする。残高は運賃支払い時に表示される。PASMO・Suicaのような利用履歴の表示・印刷機能はないため、他では残高を確認できないが、システム側では利用履歴・入金情報を記録している。
カードを購入すると、簡単な説明の記された紙片と、大小2枚のシール（TRANSSESロゴ入りシールとカードサイズの透明シール）が付属する。添付のTRANSSESロゴ入りシールはパネル部分にぴったり合うサイズで、利用者が自分でシールを貼付することができる。
カード表面には中央に白いパネルがあるがリライト印刷はない。裏面には注意事項が印刷されており、他にシリアル番号らしき8桁の数と "RC-S102/6T" という文字が薄く刻印されている。刻印されている "RC-S102" は、1997年頃にソニーが販売していた非接触ICカードの型番を記したものと推測される。内蔵されているICチップは非接触式で、サイズの違う四角形を2個つなげたような形状のループアンテナが接続されている。
1998年7月28日の発売開始から7か月後の1999年3月での発行枚数は約1,000枚で、1日の利用者約1,500人のうち売り上げの約2割がカード利用分であった。また代官山循環線では、運行開始時より独自の専用乗車カードを採用していたため、バス共通カードは利用できなかった。
なお、東急グループの専用IC乗車カードとしては他に東急電鉄で、東急世田谷線専用の「せたまる」が存在した。2002年7月7日にサービス開始、PASMOへの移行に伴い2012年9月30日をもって利用停止となり廃止されている。

## 廃止の経緯
2007年8月24日から、トランセカードを導入していた代官山循環線においてPASMOを導入した（ただし「バス利用特典サービス」は適用されない）。PASMOへの対応に伴いトランセカードは利用停止となり、代替措置として磁気カード式の「代官山循環線専用バスカード」の発行を開始した。トランセカードの残高については、同月17日から払い戻しまたは磁気カードへの交換を渋谷駅西口の東急バス渋谷案内所にて行う。
2015年3月31日、磁気カード式の「代官山循環線専用カード」販売終了。同時に割引制度が変更となり、複数人数割引（2人目以降大人100円）、日曜祝祭日割引が廃止された。磁気カードの利用期限は同年9月30日まで、無手数料での払い戻しは同年10月1日から2016年3月31日まで東急バス渋谷案内所・東急バス下馬営業所にて行う。代替措置として同年4月1日より紙式の「代官山循環線専用回数券」を発売、販売場所は東急バス下馬営業所・東急バス渋谷案内所のみで、車内での販売はない。また東急バスIC一日乗車券（PASMO・Suicaに書き込むタイプ）が利用可能になった。

## 沿革
- 1998年7月28日 - 運行開始時から「トランセカード」を導入。
- 1999年3月 - 約1,000枚を発行。
- 2007年
  - 8月17日 - 磁気カード式「代官山循環線専用カード」を発売。トランセカードの払い戻し・磁気カードへの交換開始。
  - 8月23日 - PASMO導入に伴い、トランセカードを利用停止。
  - 8月24日 - PASMOおよび磁気カード式「代官山循環線専用カード」を導入。
- 2015年
  - 3月31日 - 磁気カード式「代官山循環線専用カード」販売終了[2][3]。
  - 4月1日 - 紙式「代官山循環線専用回数券」販売開始[2][3]。
  - 9月30日 - 磁気カード式「代官山循環線専用カード」利用停止。翌10月1日より無手数料での払い戻し開始[2][3]。
- 2016年3月31日 - この日をもって磁気カード式「代官山循環線専用カード」払い戻し終了[2][3]。